# Vergleich von BSD-Betriebssystemen
Dies ist eine Liste, in der BSD-Betriebssysteme aufgrund ihrer Herkunft und dem Fokus des jeweiligen Projektes, der Lizenz, den technischen Eigenschaften und Sicherheitsfunktionen miteinander verglichen werden.

## Allgemeine Informationen
| System                               | Status     | 1. öffentl. Release | aktuelles Release                        | basiert auf                                   | bevorzugte Lizenz            | primäre Entwickler                                                            | Besonderheiten |
| ------------------------------------ | ---------- | ------------------- | ---------------------------------------- | --------------------------------------------- | ---------------------------- | ----------------------------------------------------------------------------- | --- |
|                                      |            |                     |                                          |                                               |                              |                                                                               | |
| FreeBSD                              |            |                     |                                          |                                               |                              |                                                                               | |
| FreeBSD                              | aktiv      | 1. Nov. 1993        | 3. Dez. 2024 (14.2)                      | 386BSD, 4.4BSD-Lite                           | BSD-Lizenz                   | Das FreeBSD-Projekt                                                           | |
| TrueNAS (ehem. FreeNAS)              | aktiv      | 2005                | 28. Feb. 2023 (13.0-U4)                  | FreeBSD, NanoBSD                              | BSD-Lizenz                   | Olivier Cochard, Volker Theile, iXsystems                                     | FreeBSD-Distribution zur Benutzung als NAS; |
| XigmaNAS (NAS4Free, FreeNAS)         | aktiv      | 2011                | 7. Nov. 2019 12.1.0.4                    | FreeBSD                                       | BSD-Lizenz                   | Daisuke Aoyama, Michael Zoon                                                  | FreeBSD-Distribution zur Benutzung als NAS; |
| DragonFly BSD                        | aktiv      | 12. Jul. 2004       | 30. Dez. 2022 (6.4.0)                    | FreeBSD 4.8                                   | BSD-Lizenz                   | Das DragonFly-BSD-Projekt                                                     | fokussiert auf Multiprozessorsysteme und Cluster; |
| MidnightBSD                          | aktiv      | 6. Aug. 2007        | 30. Jan. 2025 (3.2.2)                    | FreeBSD                                       | BSD-Lizenz                   | Lucas Holt, Caryn Holt, D. Adam Karim, Phil Pereira, Christian Reinhardt      | GNUstep-basierende Desktopumgebung; |
| GhostBSD                             | aktiv      | 10. Nov. 2009       | 28. Feb. 2025 (25.01-R14.2p1)            | TrueOS, FreeBSD                               | BSD-Lizenz                   | Eric Turgeon                                                                  | unterstützt UEFI; |
| FuryBSD                              | inaktiv    | 24. Okt. 2019       | 14. Sep. 2020 (12.1-2020090701 (2020Q3)) | TrueOS, FreeBSD                               | BSD-Lizenz                   | Joe Maloney                                                                   | basiert auf FreeBSD, gegründet nach Wechsel von Project Trident (ab Januar Void Trident) von TrueOS als Basis zu Void Linux;                                                                               |
| pfSense                              | aktiv      |                     | 07. Dez. 2023 (2.7.2)                    | FreeBSD, m0n0wall                             | Apache-Lizenz 2.0            | Netgate LLC                                                                   | Firewall-Distribution Fork von m0n0wall; |
| OPNsense                             | aktiv      |                     | 25. Jul. 2024 (24.7)                     | FreeBSD, m0n0wall, pfSense                    | BSD-Lizenz                   | Ad Schellevis, Franco Fichtner, Jos Schellevis                                | Firewall-Distribution Fork von pfSense; |
| ClosedBSD                            | inaktiv    |                     | 1.0-RC1                                  | FreeBSD                                       | proprietär                   | Joshua Bergeron                                                               | |
| DesktopBSD                           | inaktiv    | 25. Jul. 2005       | 7. Sep. 2009 (1.7)                       | FreeBSD                                       | BSD-Lizenz                   | Daniel Hilbert                                                                | DesktopBSD wurde 2013 wiederbelebt, es gibt jedoch noch keine neue Version; |
| FreeSBIE                             | inaktiv    | 27. Feb. 2004       | 10. Feb. 2007 (2.0.1)                    | FreeBSD                                       | BSD-Lizenz                   | verschiedene Kontributoren                                                    | Live-CD von FreeBSD; |
| Frenzy                               | inaktiv    | 2004                | 5. Mai 2012 (1.4)                        | FreeBSD                                       |                              | Sergei Mozhaisky Egor Vershinin                                               | portables Systemadministratoren-Toolkit als Live-CD; |
| PicoBSD                              | inaktiv    |                     | (0.42)                                   | FreeBSD 3.0                                   | BSD-Lizenz                   | Andrzej Bialecki, Dinesh Nair                                                 | Bootdiskette; Teil des FreeBSD-Codes; in FreeBSD 5.0 ersetzt durch NanoBSD; |
| m0n0wall                             | inaktiv    |                     | 15. Jan. 2014 (1.8.1)                    | FreeBSD                                       | BSD-Lizenz                   | Manuel Kasper                                                                 | Firewall-Distribution auf Basis von FreeBSD; |
| TrueOS (PC-BSD)                      | inaktiv    | 29. Apr. 2006       | 30. Mär. 2018 (18.03)                    | FreeBSD                                       | BSD-Lizenz                   | Kris Moore, Mike Albert, Tim McCormick, Dimitri Tishchenko                    | Rolling-Release-Distribution; |
| NetBSD                               |            |                     |                                          |                                               |                              |                                                                               | |
| NetBSD                               | aktiv      | 19. Apr. 1993       | 18. Dez. 2024 (10.1)                     | 386BSD, 4.4BSD-Lite                           | BSD-Lizenz                   | NetBSD-Projekt                                                                | läuft auf 57 Hardware-Plattformen; |
| Jibbed                               | inaktiv    | 27. Mär. 2007       | 16. Okt. 2015 (7.0)                      | NetBSD                                        | BSD-Lizenz                   | Zafer Aydoğan                                                                 | Live-CD von NetBSD; |
| polyBSD                              | inaktiv    |                     |                                          | NetBSD 3.0.1                                  | BSD-Lizenz                   | FOSS Tools Team                                                               | Entwicklungsplattform für eingebettete Systeme; |
| OpenBSD                              |            |                     |                                          |                                               |                              |                                                                               | |
| OpenBSD                              | aktiv      |                     | 8. Okt. 2024 (7.6)                       | NetBSD 1.0                                    | BSD-Lizenz, ISC-Lizenz       | Das OpenBSD-Projekt                                                           | Das Projekt hält strenge Richtlinien bezüglich Software-Lizenzen aufrecht und legt großen Wert auf Sicherheit                                                                                              |
| Bitrig                               | inaktiv    | 25. Nov. 2014       | 25. Nov. 2015 (1.0)                      | OpenBSD 5.6                                   | ISC-Lizenz                   |                                                                               | Konzentriert sich auf moderne Plattformen und Tools; |
| MirOS                                | inaktiv    | 2003                | 16. Mär. 2008 (#10semel)                 | OpenBSD 3.1                                   | BSD-Lizenz                   | Das MirOS-Projekt                                                             | |
| Anonym.OS                            | inaktiv    |                     |                                          | OpenBSD 3.8                                   | BSD-Lizenz                   |                                                                               | Live-CD für anonyme Kommunikation in fremden Umgebungen; |
| ekkoBSD                              | inaktiv    | 25. Nov. 2003       | 7. Jul. 2004 (1.0 Beta 2)                | OpenBSD 3.3                                   |                              | Rick Collette                                                                 | |
| MicroBSD                             | inaktiv    | Jul. 2002           | (0.6)                                    | OpenBSD 3.0/3.4                               | BSD-Lizenz                   | Nikolay Kalev                                                                 | BSD für den USB-Stick; |
| OliveBSD                             | inaktiv    | Feb. 2006           |                                          | OpenBSD 3.8                                   | BSD-Lizenz                   | Gabriel Paderni                                                               | Live-CD; |
| BSDanywhere                          | inaktiv    | 17. Mai 2008        | 5. Nov. 2009 (4.6)                       | OpenBSD 4.6                                   |                              | Stephan A. Rickauer                                                           | Live-CD; |
| Darwin ← NeXTstep                    |            |                     |                                          |                                               |                              |                                                                               | |
| Darwin                               | aktiv      | Mär. 2001           | 30. Okt. 2007 (1228)                     | Rhapsody, FreeBSD, XNU (BSD4.4Lite, Mach 3)   | APSL, BSD, GPL, andere       | Apple                                                                         | Open-Source-Basissystem von macOS (OS X, Mac OS X) und iOS; nur im Quelltext verfügbar, unvollständig (Treiber fehlen);                                                                                    |
| macOS (OS X, Mac OS X)               | aktiv      | Mär. 2001           | 27. Jan. 2025 (15.3)                     | Darwin; Rhapsody, (bis 10.14: Mac OS Classic) | wie Darwin, zzgl. proprietär | Apple                                                                         | aus Rhapsody entwickeltes und um Komponenten aus Mac OS Classic ergänztes Betriebssystem mit Desktop-Umgebung; Darwin ist dessen Kernsystem (core system); UNIX-03-zertifiziert; Server-Software optional; |
| iOS (iPhoneOS)                       | aktiv      | Jun. 2007           | 11. Mär. 2025 (18.3.2)                   | Darwin; macOS                                 | wie Darwin, zzgl. proprietär | Apple                                                                         | macOS-Derivat für Smartphones und Entwicklungsgrundlage für iPadOS, tvOS, watchOS; eigene User-Interface-APIs; keine Admin-Rechte für Endnutzer                                                            |
| PureDarwin                           | aktiv      | 2007                |                                          | Darwin                                        | APSL, BSD, GPL, andere       |                                                                               | Darwin-Distribution; |
| Darwin on ARM Project                | inaktiv    | Aug. 2013           | Okt. 2017                                | Darwin                                        | APSL, BSD, GPL, andere       |                                                                               | Darwin-Portierung für die ARM-Architektur (AArch64, ARMv7, ARMv6-A); |
| OpenDarwin                           | inaktiv    | Apr. 2002           | Jul. 2006                                | Darwin                                        | APSL, BSD, GPL, andere       |                                                                               | Darwin-Distribution; |
| DarwinBSD                            | inaktiv    | 7. Feb. 2013        | 7. Feb. 2013                             | Darwin                                        |                              |                                                                               | Darwin-Distribution; |
| Rhapsody                             | historisch | 1997                | 27. Okt. 2000 (5.6)                      | OPENSTEP, FreeBSD, BSD4.4Lite, Mach 3         | proprietär                   | Apple                                                                         | OPENSTEP-Weiterentwicklung, die ursprünglich das klassische Mac OS gänzlich ersetzen sollte; |
| NeXTSTEP / OPENSTEP                  | historisch | 12. Okt. 1988       | Sep. 1997 (4.2PR2)                       | 4.3BSD, Mach 2.5                              | proprietär                   | NeXT (ab 1996 Apple)                                                          | mit seinerzeit neuartiger objektorientierter grafischer Benutzerschnittstelle; für wissenschaftliche und grafische Anwendungen sowie für Workstations zur Softwareentwicklung; ab Version 4.0 „OPENSTEP“;  |
| GNU-Userland mit BSD-Kernel          |            |                     |                                          |                                               |                              |                                                                               | |
| Arch BSD                             | aktiv      |                     | 25. Dez. 2013                            | FreeBSD                                       |                              | Amzo                                                                          | nutzt das Arch-Framework; |
| Gentoo/FreeBSD                       | inaktiv    |                     |                                          | FreeBSD                                       | GPL, BSD                     | Gentoo-Linux-Entwickler                                                       | nutzt das Gentoo-Framework, Gentoo-Prefix-Project; |
| Gentoo/OpenBSD                       | inaktiv    |                     |                                          | OpenBSD                                       | GPL, BSD                     | Gentoo-Linux-Entwickler                                                       | nutzt das Gentoo-Framework, Gentoo-Prefix-Project; |
| Gentoo/NetBSD                        | inaktiv    |                     |                                          | NetBSD                                        | GPL, BSD                     | Gentoo-Linux-Entwickler                                                       | nutzt das Gentoo-Framework, Gentoo-Prefix-Project; |
| Gentoo/DragonFly                     | gestoppt   |                     |                                          | DragonFly BSD                                 |                              | Robert Sebastian Gerus                                                        | nie offiziell unterstützt; nutzte das Gentoo-Framework im Rahmen von „Gentoo *BSD“; |
| Debian GNU/kFreeBSD                  | gestoppt   | 6. Feb. 2011        | 6. Feb. 2011                             | Debian 6 (Squeeze), FreeBSD-8.1-Kernel        | GPL, BSD                     | Aurélien Jarno, Petr Salinger, Luca Falavigna, Robert Millan, Cyril Brulebois | |
| UbuntuBSD                            | inaktiv    | 19. Mär. 2015       | 09. Aug. 2016                            |                                               |                              |                                                                               | |
| historische und proprietäre BSDs     |            |                     |                                          |                                               |                              |                                                                               | |
| 386BSD                               | historisch | Mär. 1992           | 1994                                     | 4.3BSD, Net/2                                 | BSD-Lizenz                   | Bill und Lynne Jolitz                                                         | erster freier x86-Port von BSD; |
| Solaris (veraltet SunOS)             | aktiv      | 1982                | Aug. 2018 (11.4)                         | 4.xBSD, System V                              | proprietär                   | Sun (inzw. Oracle)                                                            | ein von Sun für den Einsatz auf Servern und Workstations entwickeltes Betriebssystem; |
| Tru64 UNIX (OSF/1 AXP, Digital Unix) | inaktiv    | 1993                | Dez. 2006                                | 4.3BSD, 4.4BSD, Mach 2.5, System V            | proprietär                   | DEC, Compaq, HP                                                               | |
| BSD/OS (BSD/386)                     | inaktiv    | Mär. 1993           | Okt. 2003                                | 4.3BSD Net/2, 4.4BSD                          | proprietär                   | BSDi, Wind River Systems                                                      | |
| Ultrix                               | inaktiv    | 1984                | 1995                                     | 4.2BSD, System V                              | proprietär                   | Digital Equipment Corporation                                                 | |

## Technische Informationen
| System          | Unterstützte Architekturen | Unterstützte Dateisysteme | Kernel-Typ                                              | Standard-GUI          | Paketmanagement                                                                          | Update-Management                                                    | Primäre APIs                                                               |
| --------------- | --- | --- | ------------------------------------------------------- | --------------------- | ---------------------------------------------------------------------------------------- | -------------------------------------------------------------------- | -------------------------------------------------------------------------- |
| FreeBSD         | x86, amd64, PC-98, UltraSPARC, andere | UFS, UFS2, ext2, FAT, ISO 9660, UDF, NFS, SMBFS, NetWare (nwfs), NTFS (read only), ReiserFS (read only), XFS (experimental), ZFS, andere                                                                                | Monolithisch mit Modulen                                | Kein X11 enthalten    | Ports (bevorzugt), Binärpakete                                                           | Source (Subversion, portsnap), Netzwerk-Binärupdate (freebsd-update) | BSD, POSIX                                                                 |
| FreeNAS         | x86, amd64 | UFS, FAT32, ext2/ext3, ZFS, NTFS | Monolithisch mit Modulen                                | Kein X11 enthalten    | Eigenes Pluginsystem                                                                     | Binärupdate                                                          | BSD, POSIX                                                                 |
| DragonFly BSD   | amd64 | UFS, FAT, ISO 9660, NFS, SMBFS, NTFS (read only), ext2, HAMMER, HAMMER2 und andere | Hybrid                                                  | Kein X11 enthalten    | pkgsrc, Binärpakete                                                                      | Git                                                                  | BSD, POSIX                                                                 |
| MidnightBSD     | x86, amd64 | UFS, UFS2, ext2, FAT, ISO 9660, UDF, NFS, SMBFS, NetWare (nwfs), NTFS (read only), andere | Monolithisch mit Modulen                                | Kein X11 enthalten    | Ports, Binärpakete                                                                       | Source CVSup                                                         | BSD, POSIX, X11, GNUstep                                                   |
| NetBSD          | x86, 68k, Alpha, amd64, PPC, SPARC, andere (insgesamt 57)                                                                                   | UFS, UFS2, ext2, FAT, ISO 9660, NFS, NTFS, UDF LFS, andere | Monolithisch mit Modulen                                | Kein X11 enthalten    | pkgsrc, Binärpakete                                                                      | Source (CVS, CVSup, rsync) oder binär (mit sysinst)                  | BSD, POSIX                                                                 |
| OpenBSD         | x86, 68k, Alpha, amd64, SPARC, VAX, andere (insgesamt 16) + 3 Portierungen in Entwicklung und 12 nicht mehr weiterentwickelte Portierungen. | UFS, UFS2, ext2, FAT, ISO 9660, UDF, NFS, NTFS (read only), AFS, andere | Monolithisch (mit Modulunterstützung unter i386, amd64) | FVWM                  | Ports, Binärpakete (bevorzugt)                                                           | Source (CVS, CVSup, rsync) oder Binär-Upgrade                        | BSD, POSIX, X11                                                            |
| Solaris         | x86, amd64, 68k, UltraSPARC, Power PC | ZFS, UFS, NFS, UFS2, ext2, FAT, ISO 9660, NTFS | Monolithisch                                            | X11, CDE, OpenWindows | Ports, Binärpakete                                                                       | Solaris Update Manager                                               | BSD, POSIX, X11                                                            |
| TrueOS (PC-BSD) | x86, amd64 | UFS, UFS2, ZFS, FAT, ISO 9660, NFS, SMBFS, NTFS (read only), andere | Monolithisch mit Modulen                                | Kein X11 enthalten    | grafische Installation (Wizard); Ports                                                   | CVSup, Portsnap; Netzwerk-Binärupdate (Online-Update)                | BSD, POSIX, X11, KDE                                                       |
| Tru64 UNIX      | Alpha | UFS, AdvFS, ISO 9660, UDF, NFS | Hybrid                                                  | CDE                   | setld                                                                                    | dupatch                                                              | POSIX, UNIX 98 (SUSv2), X11, CDE, andere                                   |
| Ultrix          | VAX, PDP-11, MIPS | UFS + andere | Monolithisch                                            | Kein X11 enthalten    | setld                                                                                    | unknown                                                              | BSD, POSIX (ab 4.0)                                                        |
| macOS & Darwin  | PPC (bis 10.5), x86 (ab 10.4), ARM (ab 10.5)                                                                                                | APFS (Standard seit 10.13, nur SSD), HFS+ (Standard bis 10.12, jetzt nur noch bei HDD und Fusion Drive), HFS, UFS, AFP, ISO 9660, FAT, UDF, NFS, SMBFS, NTFS (read only, seit 10.6 read and write), FTP, WebDAV, andere | Hybrid                                                  | Aqua                  | nativ pkgutil und softwareupdate, optional durch Drittanbieter: MacPorts, Fink, Homebrew | Software Update (≤ 10.6) Mac App Store (≥ 10.7)                      | Cocoa/GNUstep, Java, X11 (seit 10.3), Carbon; Core Foundation; BSD, POSIX; |

## Sicherheitsfunktionen
|                 | Zugangs-/Zugriffs- kontrolle | Sicherheits- protokollierung         | Teilsystem- Isolationsmechanismen     | Integrierte Firewall              | Verschlüsselte Dateisysteme | Datenausführungsvorbeugung | Datenausführungsvorbeugung |
| Hardware        | Zugangs-/Zugriffs- kontrolle | Sicherheits- protokollierung         | Teilsystem- Isolationsmechanismen     | Integrierte Firewall              | Verschlüsselte Dateisysteme | Emulation                  |                            |
| --------------- | ---------------------------- | ------------------------------------ | ------------------------------------- | --------------------------------- | --------------------------- | -------------------------- | -------------------------- |
| FreeBSD         | Unix, ACLs, MAC              | syslog, CAPP-Event-Auditing, OpenBSM | chroot, jail, MAC-Partitionen         | ipfw2, IPFilter, pf               | Ja                          | Ja                         | Nein                       |
| DragonFly BSD   | Unix                         | syslog                               | chroot, jail, VKernel                 | ipfw, IPFilter, pf                | Ja                          | Nein                       | Nein                       |
| NetBSD          | Unix, Veriexec               | syslog                               | chroot, sysjail, systrace             | IPFilter, npf                     | Ja                          | Ja                         | Nein                       |
| OpenBSD         | Unix                         | syslog                               | chroot, pledge, privilege separation  | pf                                | Ja                          | Ja                         | Ja                         |
| macOS (OS X)    | Unix, ACLs                   | syslog, CAPP-Event-Auditing, OpenBSM | chroot                                | ipfw2 (bis 10.9), pf (seit 10.10) | Ja                          | Ja                         | unbekannt                  |
| TrueOS (PC-BSD) | Unix, ACLs, MAC              |                                      | chroot, jail, MAC-Partitionen         | ipfw2, IPFilter, pf               | Ja                          | Ja                         | Nein                       |
| Bitrig          | Unix                         | syslog                               | chroot, systrace, Privilegientrennung | pf                                | Ja                          | Ja                         | Ja                         |

Anmerkungen:
- Weiterer Swap-Platz kann während der Installation verschlüsselt werden und benutzt dann tmp-Datei-basierte Dateispeicherung im Grundzustand.